# Аргир Кузов
Аргир Кузов е български лингвист и общественик, деец на Тракийското дружество „Антим Първи“.

## Беседа
Аргир Кузов е роден в костурското село Сетома, тогава в Османската империя, днес Кефалари, Гърция. Той е първият автор, който разглежда по-обстойно костурския говор, разглежда границите на говорната област и посочва отделни различия в говора на областите. Кузов издава „Костурският говор“ в „Известия на Семинара по славянска филология“, 4, 1921, 86—125. Деец е на Тракийското дружество „Антим Първи“ и е делегат на пловдивското дружество на Осмия редовен тракийски събор, проведен от 19 до 21 август 1924 година в Пловдив.